# Komishuvaja (Zaporiyia)
Komishuvaja (en ucraniano: Комишуваха, romanizado: Komyshuvaja; en ruso: Камышеваха, romanizado: Kamishevaja) es un pueblo ucraniano perteneciente al óblast de Zaporiyia. Situado en el sur del país, forma parte del raión de Zaporiyia y es centro del municipio (hromada) de Komishuvaja.

## Geografía
Komishuvaja está a orillas del río Komishuvaja, 29 km al noreste de Oríjiv y 33 km al sureste de Zaporiyia.

## Historia
Komishuvaja se fundó por primera vez en 1770 con el nombre de Pavlovka-Kamishevaja para albergar a las familias de los soldados que defendían estas fronteras del Imperio ruso (la línea de fortificaciones del Dniéper se encuentra a cuatro kilómetros al este). La localidad perteneció al uyezd de Mariúpol la gobernación de Yekaterinoslav hasta 1873, en el que se añade al uyezd de Aleksandrovka.
Se le otorgó el estatus de asentamiento de tipo urbano en 1957.
El 19 de febrero de 2015, se derribó un monumento a Lenin en el pueblo.
Hasta el 18 de julio de 2020, Komizhuvaja fue parte del raión de Oríjiv. El raión fue abolido en julio de 2020 como parte de la reforma administrativa de Ucrania, que redujo el número de raiones del óblast de Zaporiyia a cinco. Una parte del territorio del raión de Oríjiv se fusionó con el raión de Zaporiyia.En 2023, Komizhuvaja perdió el estatus de asentamiento de tipo urbano en la legislación ucraniana debido a la eliminación de este estatus administrativo.
Desde la invasión rusa de Ucrania, Komishuvaja ha sido bombardeada en varias ocasiones (la primera de ellas del 10 al 11 de marzo de 2022). El 30 de noviembre de 2022, se bombardeó un objeto de infraestructura, los ocupantes golpearon el objeto por cuarta vez, y esta vez los ocupantes dañaron el gasoducto que pasa por el asentamiento.

## Demografía
La evolución de la población de Komishuvaja entre 1959 y 2022 fue la siguiente:
| 5528                                                          | 6757 | 6530 | 5433 | 5376 | 5322 | 5269 | 5251 |
| (Fuente: Cities & Towns of Ukraine y UKRAINE: Größere Städte) |      |      |      |      |      |      |      |

Según el censo de 2001, la lengua materna de la mayoría de los habitantes, el 91,32%, es el ucraniano; del 8,25% es el ruso.

## Economía
Cerca del asentamiento se han descubierto muchos minerales de importancia industrial. En particular, hay grandes capas de mineral de hierro, así como minerales de manganeso, lignito, caolín, arena de cuarzo blanco, piedra caliza y granito.

## Infraestructura

### Transporte
La carretera territorial T-08-03 atraviesa el asentamiento. Komishuvaja tiene una estación de tren en el ferrocarril Zaporiyia-Pologi. 

## Personas ilustres
- Iván Hrushetski (1904-1982): político soviético ucraniano que fue presidente del Soviet Supremo de la RSS de Ucrania (1972-1976).